# Pavel Bogush
Pavel Bogush (tiếng Belarus: Павел Богуш; tiếng Nga: Павел Богуш; sinh 24 tháng 1 năm 1996) là một cầu thủ bóng đá Belarus. Tính đến năm 2017, anh thi đấu cho Krumkachy Minsk.